# فهرست آثار خسرو شکیبایی
آثار خسرو شکیبایی به شرح زیر است.

## فیلم‌شناسی

### فیلم‌های سینمایی
| سال  | نام فیلم               | نام نقش                   | نام کارگردان       | نکات مهم |
| ---- | ---------------------- | ------------------------- | ------------------ | --- |
| ۱۳۶۰ | خط قرمز                | جمال                      | مسعود کیمیایی      | تجربهٔ بازی در یک فیلم سینمایی برای اولین بار |
| ۱۳۶۲ | دادشاه                 | شنبه                      | حبیب کاووش         | |
| ۱۳۶۳ | صاعقه                  | حسن                       | ضیاءالدین دری      | |
| ۱۳۶۴ | دزد و نویسنده          | رحمان                     | کاظم معصومی        | |
| ۱۳۶۵ | رابطه                  | آقای معلم                 | پوران درخشنده      | |
| ۱۳۶۶ | شکار                   | مصطفی                     | مجید جوانمرد       | |
| ۱۳۶۶ | ترن                    | رسول                      | امیر قویدل         | |
| ۱۳۶۸ | عبور از غبار           | رشید بختی                 | پوران درخشنده      | |
| ۱۳۶۸ | هامون                  | حمید هامون                | داریوش مهرجویی     | * برنده سیمرغ بلورین بهترین بازیگر نقش اول مرد از هشتمین جشنواره فیلم فجر - انتخاب به عنوان بازیگر ماندگارترین نقش تاریخ سینمای ایران برای بازی در نقش حمید هامون |
| ۱۳۶۹ | جستجو در جزیره         | اسعد احمدی مطلق           | مهدی صباغ‌زاده      | |
| ۱۳۶۹ | ابلیس                  | سعید                      | احمدرضا درویش      | نامزد دریافت جایزه بهترین بازیگر نقش اول مرد از اولین جشن سینمای ایران |
| ۱۳۷۰ | بانو                   | محمود                     | داریوش مهرجویی     | |
| ۱۳۷۱ | یک بار برای همیشه      | محمود نباتی               | سیروس الوند        | * نامزد سیمرغ بلورین بهترین بازیگر نقش اول مرد از یازدهمین جشنواره فیلم فجر، - برنده آهوی بلورین مردم به عنوان بهترین بازیگر نقش اول مرد از سومین جشن سینمای ایران |
| ۱۳۷۱ | سارا                   | گشتاسب                    | داریوش مهرجویی     | نامزد دریافت آهوی بلورین مردم به عنوان بهترین بازیگر نقش دوم مرد از سومین جشن سینمای ایران |
| ۱۳۷۱ | پرواز را به خاطر بسپار | بهرام شرافت               | حمید درخشانی       | |
| ۱۳۷۲ | بلوف                   | رسول یاوری                | ساموئل خاچیکیان    | |
| ۱۳۷۳ | کیمیا                  | رضا رضایی‌منش              | احمدرضا درویش      | * برنده سیمرغ بلورین بهترین بازیگر نقش اول مرد از سیزدهمین جشنواره فیلم فجر - بهترین بازیگر نقش اول مرد در اولین جشنواره سینما و زن - برنده آهوی بلورین مردم به عنوان بازیگر برگزیده سینمای دفاع مقدس از ششمین جشن سینمای ایران - نامزد دریافت آهوی بلورین مردم به عنوان بهترین بازیگر نقش اول مرد از ششمین جشن سینمای ایران |
| ۱۳۷۳ | پری                    | در ۲ نقش: صفا و اسد       | داریوش مهرجویی     | |
| ۱۳۷۳ | درد مشترک              | دکتر                      | یاسمین ملک‌نصر      | |
| ۱۳۷۴ | خواهران غریب           | منصور خسروی               | کیومرث پوراحمد     | |
| ۱۳۷۴ | عاشقانه                | نادر                      | علیرضا داودنژاد    | |
| ۱۳۷۴ | سایه به سایه           | امیر حیدری                | علی ژکان           | نامزد سیمرغ بلورین بهترین بازیگر نقش اول مرد از پانزدهمین جشنواره فیلم فجر |
| ۱۳۷۵ | سرزمین خورشید          | دکتر کسری                 | احمدرضا درویش      | |
| ۱۳۷۶ | زندگی                  | نصرت                      | اصغر هاشمی         | |
| ۱۳۷۶ | روانی                  | نوری (مسافر)              | داریوش فرهنگ       | |
| ۱۳۷۸ | میکس                   | خسرو                      | داریوش مهرجویی     | |
| ۱۳۷۸ | عشق شیشه‌ای             | آقای بازیگر               | حمید حیدرنژاد      | نقش کوتاه |
| ۱۳۷۸ | دختردایی گمشده         | خسرو                      | داریوش مهرجویی     | |
| ۱۳۷۹ | دختری به نام تندر      | در ۲ نقش: رحیم‌خان و مجنون | حمیدرضا آشتیانی‌پور | |
| ۱۳۸۰ | مزاحم                  | نیما دادگر                | سیروس الوند        | |
| ۱۳۸۰ | لژیون                  | صابر شارمین               | ضیاءالدین دری      | |
| ۱۳۸۰ | کاغذ بی خط             | جهانگیر                   | ناصر تقوایی        | نامزد سیمرغ بلورین بهترین بازیگر نقش اول مرد از بیستمین جشنواره فیلم فجر - برنده لوح زرین بهترین بازیگر مرد از سایت ایران آکتور (دوره سوم) - دومین بازیگر نقش اول مرد سال در هفدهمین دوره منتخب نویسندگان و منتقدان |
| ۱۳۸۰ | اثیری                  | عمو                       | محمدعلی سجادی      | |
| ۱۳۸۲ | صبحانه‌ای برای دو نفر   | علی آذر                   | مهدی صباغ‌زاده      | |
| ۱۳۸۳ | ازدواج صورتی           | عنایت‌الله ساکت            | منوچهر مصیری       | |
| ۱۳۸۳ | سالاد فصل              | عادل مشرقی                | فریدون جیرانی      | برنده سیمرغ بلورین بهترین بازیگر نقش مکمل مرد از بیست و سومین جشنواره فیلم فجر - نامزد لوح زرین بهترین بازیگر مرد از سایت ایران آکتور (دوره ششم) |
| ۱۳۸۳ | حکم                    | حد میثاق                  | مسعود کیمیایی      | * نامزد لوح زرین بهترین بازیگر مرد از سایت ایران آکتور (دوره ششم) |
| ۱۳۸۴ | چه کسی امیر را کشت؟    | اکبر                      | مهدی کرم‌پور        | نامزد تندیس زرین بهترین بازیگر نقش اول مرد در دهمین جشن خانه سینما |
| ۱۳۸۴ | عروسک فرنگی            | شهاب سالک                 | فرهاد صبا          | |
| ۱۳۸۴ | پیشنهاد ۵۰ میلیونی     | خسرو بردباری              | مهدی صباغ‌زاده      | |
| ۱۳۸۴ | ستاره‌ها ۳: ستاره بود   | ابراهیم مشرقی             | فریدون جیرانی      | برنده تندیس زرین بهترین بازیگر نقش اول مرد در دوازدهمین دوره جشن خانه سینما |
| ۱۳۸۵ | دست‌های خالی            | امیرحسین ترابی            | ابوالقاسم طالبی    | نامزد تندیس زرین بهترین بازیگر نقش اول مرد در یازدهمین دوره جشن خانه سینما |
| ۱۳۸۵ | اتوبوس شب              | رحیم                      | کیومرث پوراحمد     | برنده دیپلم افتخار بهترین بازیگر نقش اول مرد از بیست و پنجمین جشنواره فیلم فجر |
| ۱۳۸۵ | نسکافه داغ داغ         | آقای بندری                | علی قوی تن         | |
| ۱۳۸۵ | رئیس                   | دکتر                      | مسعود کیمیایی      | |
| ۱۳۸۶ | دایناسور               | استاد خوش‌نویس             | پرویز شیخ‌طادی      | |
| ۱۳۸۶ | دوشیزه باران           |                           | محمدعلی سلیمان تاش | هنوز اکران نشده |
| ۱۳۸۶ | شب                     | سید رضا                   | رسول صدرعاملی      | |
| ۱۳۸۶ | دل شکسته               | مهندس خجسته               | علی روئین‌تن        | |
| ۱۳۸۷ | امروز نه فردا          |                           | فریدون جیرانی      | |
| ۱۳۸۷ | شرقی                   | خسرو                      | عبدالرضا منجزی     | بخش‌هایی که خسرو شکیبایی در آن حضور دارد برش‌هایی از سینمایی «آبادانی» می‌باشد |
| ۱۳۸۷ | حیران                  | پدربزرگ ماهی              | شالیزه عارف پور    | آخرین فیلم خسرو شکیبایی |

### مجموعه‌های تلویزیونی
| سال       | عنوان          | کارگردان                             | توضیحات                                          |
| --------- | -------------- | ------------------------------------ | ------------------------------------------------ |
| ۱۳۵۴      | سمک عیّار       | محمدرضا اصلانی                       |                                                  |
| ۱۳۵۴      | خلیل ده مرده   | محمود استاد محمد                     |                                                  |
| ۱۳۵۶      | لحظه           | محمد صالح علا                        |                                                  |
| ۱۳۶۵      | مدرس           | هوشنگ توکلی                          | • در نقش مدرس                                    |
| ۱۳۶۷      | کوچک جنگلی     | ناصر تقوایی (نیمه تمام)، بهروز افخمی |                                                  |
| ۱۳۶۸      | روزی روزگاری   | امرالله احمدجو                       | • در نقش مرادبیگ                                 |
| ۱۳۶۸      | تهران ۵۳       | هوشنگ توکلی                          | • در نقش معلم                                    |
| ۱۳۷۲      | میثاق خون      | حسین مختاری                          |                                                  |
|           | میراث مشترک    |                                      | گوینده گفتار متن                                 |
| ۱۳۷۴      | بوی گل‌های وحشی | حسینعلی لیالستانی                    | در نقش کوهیار                                    |
| ۱۳۷۵      | خانه سبز       | بیژن بیرنگ، مسعود رسام               | • در نقش رضا صباحی                               |
| ۱۳۷۶      | سرزمین سبز     | بیژن بیرنگ، مسعود رسام               | پخش در سال ۱۳۸۶                                  |
| ۱۳۷۷      | کاکتوس         | محمدرضا هنرمند                       | فقط در سری اول این مجموعه تلویزیونی بازی کرده‌اند |
| ۱۳۷۸/۱۳۷۹ | تفنگ سرپر      | امرالله احمدجو                       | در نقش آقا سید                                   |
| ۱۳۸۱      | آواز مه        | حسینعلی لیالستانی                    | • در نقش ایلیا                                   |
| ۱۳۸۱      | در کنار هم     | فتحعلی اویسی                         | • در نقش آقای رکن آبادی                          |
| ۱۳۸۱      | باران عشق      | فریدون حسن‌پور/احمد امینی             | • در نقش رسول عطریان                             |
| ۱۳۸۱–۱۳۸۶ | شیخ بهایی      | شهرام اسدی                           | شیخ عزالدین (پدر شیخ بهایی)                      |

### فیلم‌های تلویزیونی
| سال  | نام فیلم            | نام نقش        | نام کارگردان | نکات مهم            |
| ---- | ------------------- | -------------- | ------------ | ------------------- |
| ۱۳۸۶ | میراث               | رضا            | حسین زینعلی  | پخش از شبکه یک سیما |
| ۱۳۸۷ | آشیانه‌ای برای زندگی | قربانعلی نعمتی | حمید طالقانی | پخش از شبکه یک سیما |
| ۱۳۸۷ | بختک                |                | یوسف صیادی   |                     |

بهشت هشتم

### فیلم‌های کوتاه
| سال  | نام فیلم | نام نقش | نام کارگردان | نکات مهم |
| ---- | -------- | ------- | ------------ | -------- |
| ۱۳۵۳ | کتیبه    |         | فریبرز صالح  |          |

## نمایش‌های تئاتر
از جمله نمایش‌هایی که شکیبایی در آنها حضور داشت می‌توان به موارد زیر اشاره کرد:
- پنجهٔ عدالت
- زیر گذر لوطی صالح
- تراژدی کسری
- هنگامه شیرین وصال
- بلیت تئاتر
- پنجه به دست آوردن
- صیادان
- با خشم به یاد آر
- بازرس
- سنگ و سرنا
- همهٔ پسران من
- شب بیست و یکم
- بیا تا گل برافشانیم
- شاهزاده و گدا

## صداپیشگی
- شعله (پیرمرد مسلمان)
- غازهای وحشی (آرتور ویتی)
- چارلتون هستون (زلزله، بوکانیر، چهار تفنگدار، نبرد میدوی، آخرین مردان سرسخت، سرگرد داندی)
- جیمز میسون (معلم من شیطان، قیمت یک زندانی)
- بیلی کازبی

## آلبوم‌های موسیقی
| سال  | عنوان                   | سروده‌های             | نوع (ژانر) | ناشر                            | توضیحات |
| ---- | ----------------------- | -------------------- | ---------- | ------------------------------- | --- |
| ۱۳۷۳ | نامه‌ها                  | سید علی صالحی        | دکلمه      | مؤسسهٔ فرهنگی ـ هنری دارینوش     | - |
| ۱۳۷۴ | مهربانی                 | محمدرضا عبدالملکیان  | دکلمه      | مؤسسهٔ فرهنگی ـ هنری دارینوش     | - |
| ۱۳۷۴ | صدای پای آب             | سهراب سپهری          | دکلمه      | مؤسسهٔ فرهنگی ـ هنری دارینوش     | (مجوز انتشار شماره ۱۵۹۰/۴/ج از وزارت فرهنگ و ارشاد اسلامی) |
| ۱۳۷۵ | نشانی‌ها                 | سید علی صالحی        | دکلمه      | مؤسسهٔ فرهنگی ـ هنری دارینوش     | - |
| ۱۳۸۲ | آلبوم سهراب             | سهراب سپهری          | دکلمه      | مؤسسهٔ فرهنگی ـ هنری دارینوش     | - |
| ۱۳۸۲ | پری‌خوانی                | فروغ فرخزاد          | دکلمه      | مؤسسهٔ فرهنگی ـ هنری دارینوش     | - |
|      | حجم سبز                 | سهراب سپهری          | دکلمه      | مؤسسهٔ فرهنگی ـ هنری دارینوش     | - |
| ۱۳۹۱ | ۴۰ حکایت از گلستان سعدی | حکایت‌های گلستان سعدی | دکلمه      | مؤسسهٔ فرهنگی ـ هنری آوای خورشید | آهنگساز: کارن همایون‌فر، سنتور، صداهای الکترونیک و دستیار آهنگساز: آرش بادپا. تار: مهدی سیف. کمانچه: همایون پشت‌دار. نی: بابک حبیبی. (شمارهٔ مجوز وزارت فرهنگ و ارشاد اسلامی: ۹۱–۷۴۴۴) |